# Jörg Steinmetz
Jörg Steinmetz (* 27. Januar 1970 in Kassel) ist ein deutscher Fotograf und Gestalter. Er lebt in Frankfurt am Main.

## Leben und Werk
Steinmetz studierte Kommunikationsdesign an der FH Darmstadt. Seine ersten Künstler-Fotos machte er 1988 von den Jazz-Musikern der monatlichen Jamsession im Kasseler Schlachthof. 1996 zog er nach Frankfurt am Main und hatte dort ein Atelier.
Steinmetz veröffentlichte ab 2003 im Eigenverlag mehrere Bücher mit Porträts bekannter Persönlichkeiten. Darunter Dennis Hopper, Wim Wenders, Alanis Morissette, Anton Corbijn, Jean-Christophe Ammann, Thomas D, Smudo, Chris Whitley, Albert Mangelsdorff, Jasmin Tabatabai, Juliette Lewis, Cassandra Wilson, Noel Gallagher, Helge Schneider, Beth Gibbons, Janet Jackson,  Michael Stipe, Patti Smith, Michael Wollny, Katie Melua, Ulrike Haage, Klaus Voormann oder Daniel Lanois.
2011 übernahm Steinmetz die Artdirektion der Wiesbadener Literaturtage und porträtierte dort unter anderem auch deren Gastgeber und Kuratoren für die Kampagne. Den Auftakt der Literaturtage bildete „Be Here Now“, seine Ausstellung mit Künstlerporträts.
2012 begann die kontinuierliche Zusammenarbeit mit dem Pianisten Michael Wollny, deren Ergebnis Fotos für Album-Cover, Promotion-Bilder, Live-Dokus und freie Arbeiten sind.
Der Bildband Die Ärzte: Nackt im Wind. Berlin Tour MMXXII mit über 250 Fotos (2023) entstand aus der langjährigen Kollaboration mit der Band.

## Rezensionen
Über den ersten Porträt-Band (2003) schrieb Christian Schröder im Tagesspiegel: „In ihrer flüchtigen Beiläufigkeit liegt die Musikalität dieser Bilder, vielleicht hat Steinmetz die Kunst des Improvisierens beim Jazz gelernt“. Im Vorwort zu Steinmetz’ zweitem Bildband Be Here Now. Portraits II (2008) beschrieb Roger Willemsen die Herangehensweise von Steinmetz als „Blick, der dem Gegenüber noch in der ausgesetzten Situation seinen Schutz lässt. Wohl wissend, wie selten, wie fast unmöglich es ist, Gegenwart herzustellen, reine Gegenwart, present tense, ermöglicht er den Menschen vor seinem Objektiv Subjekt zu sein, ganz Subjekt, herausgelöst aus der Pose, entrückt dem Effekt.“
Wim Wenders schrieb in seinem Essay im dritten Porträt-Band The Naked Now (2020): „Diese Übertragung von Vertrauen, dieser Blick-Kontrakt’ findet in den Porträtbildern von Jörg Steinmetz statt. Hier wird der oft so einschneidende Akt des Fotografierens durch eine Haltung besänftigt und entschärft, die jede Feindseligkeit oder Zweideutigkeit im Keim erstickt.“

## Ausstellungen
- 1990: Faces Of Jazz, Kassel
- 2011: Be Here Now, Wiesbaden
- 2015: Moments Of Visibility, Galerie 206 im Quartier 206, Berlin
- 2016: Be Here Now, Bay Gallery, Frankfurt am Main

## Buchveröffentlichungen
- Portraits, Selbstverlag, Frankfurt am Main 2003.
- Be Here Now, Portraits II. Mit einem Vorwort von Roger Willemsen. Selbstverlag, Frankfurt am Main 2008.
- The Naked Now, Portraits III. Mit einem Essay von Wim Wenders. Selbstverlag, Frankfurt am Main 2020, ISBN 978-3-9821835-2-7.
- mit Ross Clifford: 52 moments. An off-beat dialog between words and visuals. Henrich Editionen, Frankfurt am Main 2011, ISBN 978-3-921606-70-4.
- Mit Oscar Peer Musinowski: Mosaik, Frankfurt am Main 2019
- Die Ärzte: Nackt im Wind. Berlin Tour MMXXII. Gemeinsam mit Die Ärzte, Prestel, München 2023, ISBN 978-3-7913-8994-3.

## Cover für CDs (Auswahl)
- Hans Tammen, Endangered Guitar, (Foto-Grafik), 1998
- Die Ärzte, Jazz ist anders, 2007 (Fotos von die Ärzte, assistiert von Jörg Steinmetz)
- Fraucontrabass, Saal 3, 2009
- Trixie Whitley, The Fourth Corner, 2013
- Fraucontrabass, Comes Love, 2013
- Michael Wollny Trio, Weltentraum, 2014
- Michael Wollny Trio, Weltentraum Live, Philharmonie Berlin, 2014
- Die Ärzte, Hell, 2020
- Die Ärzte, Dunkel, 2021